# Exidiopsis
Exidiopsis és un gènere de fongs auricularials de la família de les auriculariàcies (Auriculariaceae). Presenta una àmplia distribució i conté unes 30 espècies.